# Салаш Орлушков
Салаш Орлушков у Доњем Таванкуту, настао је крајем 19. века. Представља непокретно културно добро као споменик културе.
Подигнут је као салашарско станиште са једном зградом-салашем која је уједно коришћена у стамбене и економске сврхе. Под истим кровом налазиле су се штала и кућа подигнута око 1870. године. Изградњом нове салашарске зграде 1900. године, штале и других помоћних економских зграда: подрума, чардака и голубарника, уз каснију изградњу летње кухиње, салаш добија карактеристичну, затворену организацију парцеле. Временом је земља око салаша докупљивана, те је данас салаш окружен са 34 јутара земље (два максимума) и приватним летњим путем повезан је са саобраћајницом која води у село.
Карактеристике народног градитељства изражене су кроз јединство облика, функционалност и коришћење природних материјала: земља, трска, дрво, што заједно са мобилијаром и пољопривредним алатима чини овај салаш јединственом целином богатог садржаја. Зграде на салашкој окућници су постављене једна наспрам друге, остављајући отворен простор на средини дворишта. Стара салашарска зграда наспрам нове, а кошара наспрам летње кујне, иза које су подрум, кокошињци и голубарник. Чардак је са леве стране од улаза, иза њега се налазу свињац, а ван ограде тор за овце. Бунар је иза подрума.